# M56
M56 (NGC 6779) е кълбовиден звезден куп, разположен по посока на съзвездието Лира. Открит е от Шарл Месие през 1779.
Намира се на около 32 900 св.г. от Земята, като диаметърът му е около 84 св.г., а ъгловият диаметър – 8′.8.
Най-ярките звезди от купа са с видима звездна величина +13.0. Познати са едва десетина променливи звезди: например, V6, която е променлива от тип RV Tau (с период 90 дена), V1 (Цефеида с период 1.510 дена) както и V2 и V3, които са полуправилни променливи звезди. 